# St. Aloysius (Steinbach)

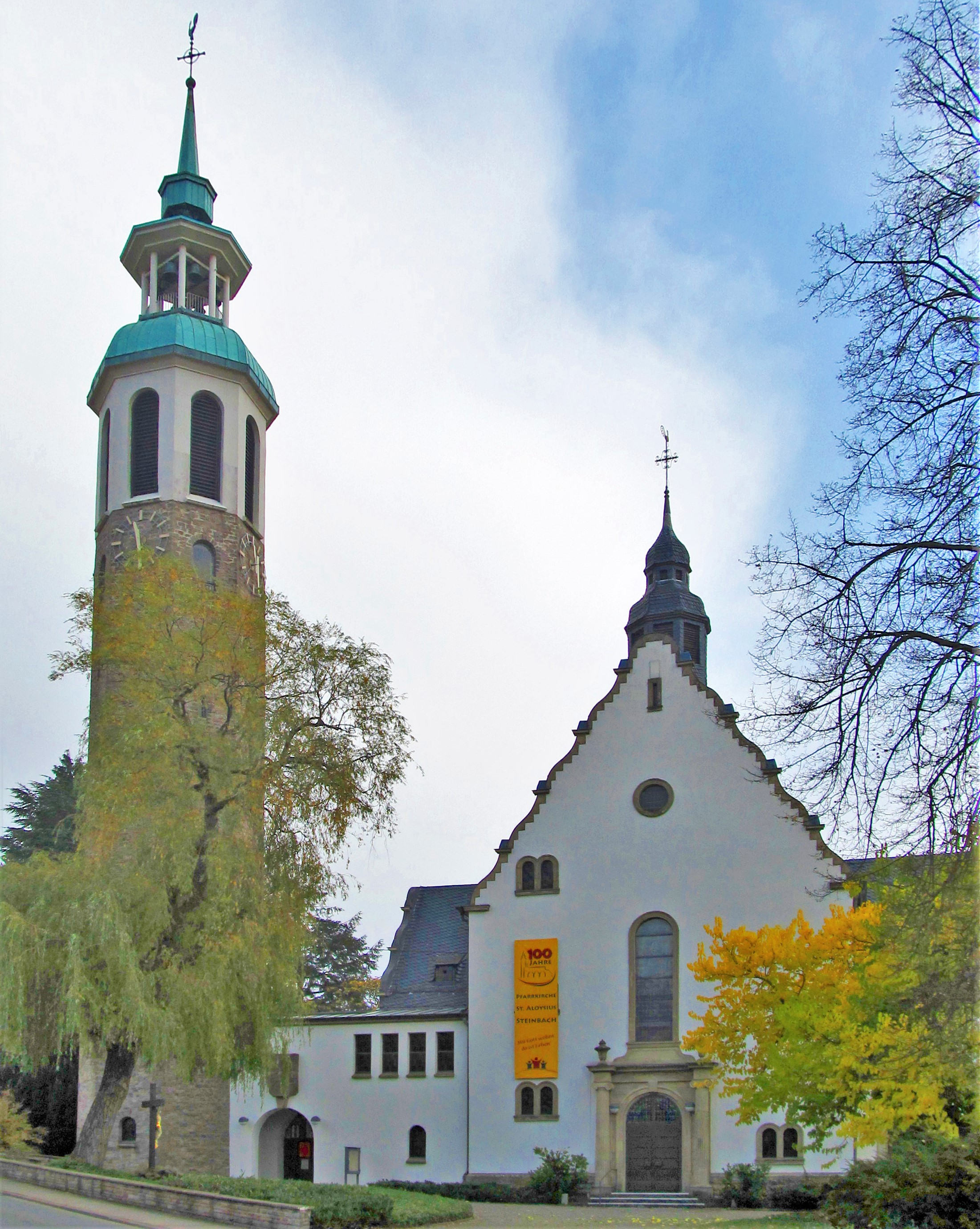
Die Pfarrkirche St. Aloysius in Steinbach

Die Kirche St. Aloysius ist eine katholische Pfarrkirche in Steinbach, einem Stadtteil von Lebach im Saarland. Kirchenpatron ist der heilige Aloysius. In der Denkmalliste des Saarlandes ist die Kirche als Einzeldenkmal aufgeführt.

## Geschichte
Bereits um die 1. Jahrtausendwende gehörte Steinbach zusammen mit Dessdorf (Dörsdorf) und Aspach (Aschbach) zur Pfarrei Echeswyler (Thalexweiler) und somit zur Benediktinerabtei Tholey. Zu Beginn des 20. Jahrhunderts erforderte die starke Bevölkerungszunahme in den Orten, die zur Pfarrei Thalexweiler gehören, darunter Steinbach, Überlegungen anzustellen, wie der Platzmangel in der Pfarrkirche beseitigt werden könnte. In den Filialorten bildeten sich Kirchbauvereine, die das Ziel verfolgten eigene Kirchen zu errichten. Eine geplante Erweiterung der Pfarrkirche in Thalexweiler fand keine Unterstützung.
In den Jahren 1910/1911 gab die Pfarrei schließlich den Erweiterungsplan auf und fasste stattdessen den Neubau einer Kirche in Steinbach ins Auge sowie die Abtrennung der Filiale und die Errichtung einer eigenständigen Pfarrei. Die Pläne für die Kirche entwarf der Architekt und Dombaumeister Julius Wirtz aus Trier, wobei der Kirchturm zunächst nicht gebaut werden konnte, da die Baugenehmigung dies ausschloss. Der erste Spatenstich erfolgte am 20. Mai 1912. Die feierliche Grundsteinlegung folgte am 28. Juli des gleichen Jahres. Bereits im darauffolgenden Jahr konnte die Kirche feierlich eingesegnet werden. 1916 erfolgte die Konsekration des Gotteshauses durch Weihbischof Antonius Mönch.
1919 verordnete der Trierer Bischof Michael Felix Korum die Errichtung der Kapellengemeinde (Vikarie) Steinbach/Dörsdorf mit selbständiger Vermögensverwaltung und eigenem Kirchenvorstand. Am 1. Juli 1925 wurde die Vikarie Steinbach/Dörsdorf zur selbständigen Pfarrei Steinbach/Dörsdorf erhoben und somit von der Mutterpfarrei Thalexweiler abgetrennt.
In den Jahren 1952 bis 1953 erfolgte der Bau des Glockenturmes, der aber nicht nach den Plänen von 1911 erfolgte, sondern nach einem neuen Plan des Architekten Stockhausen (Neunkirchen).

## Ausstattung

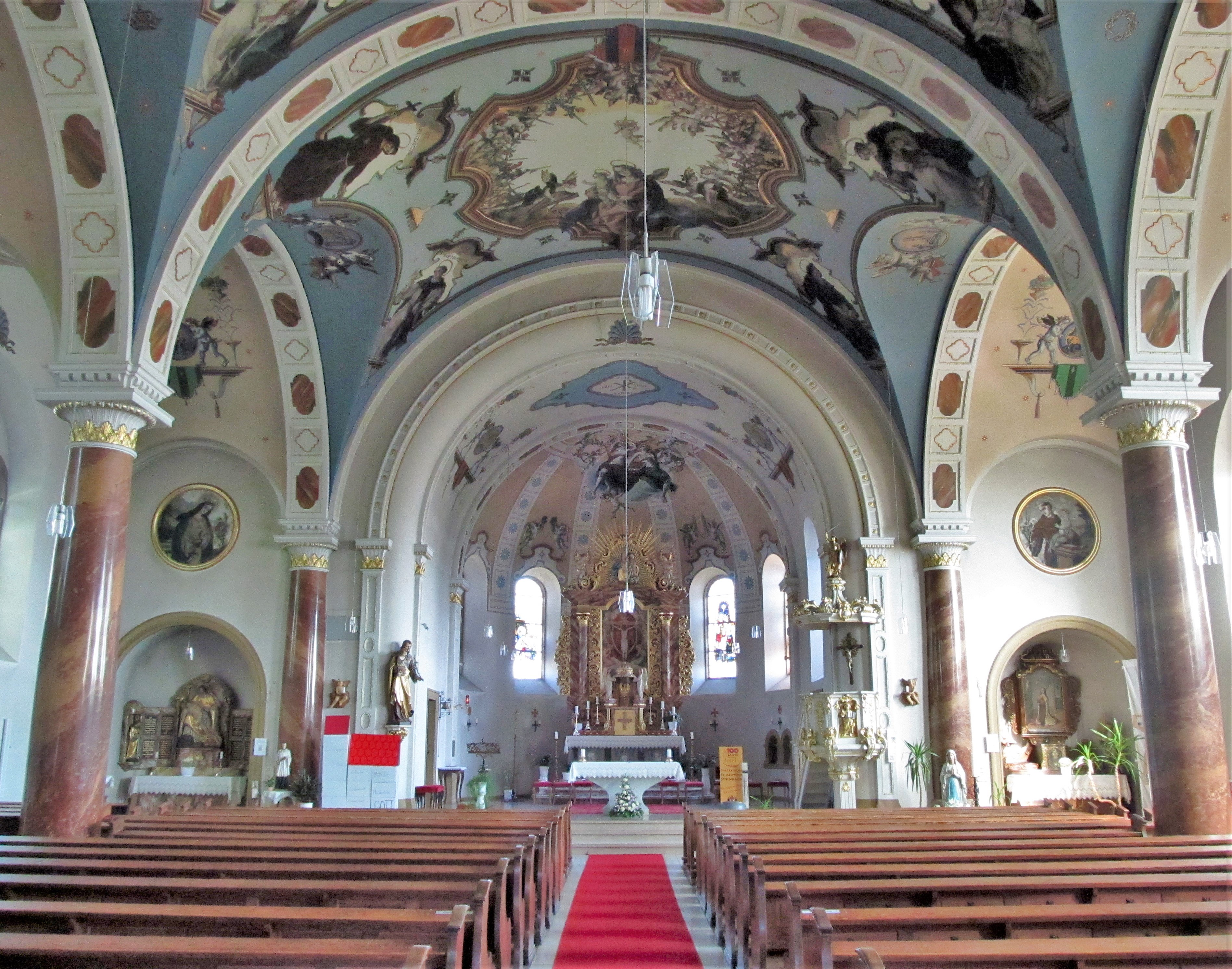
Blick ins Innere der Kirche

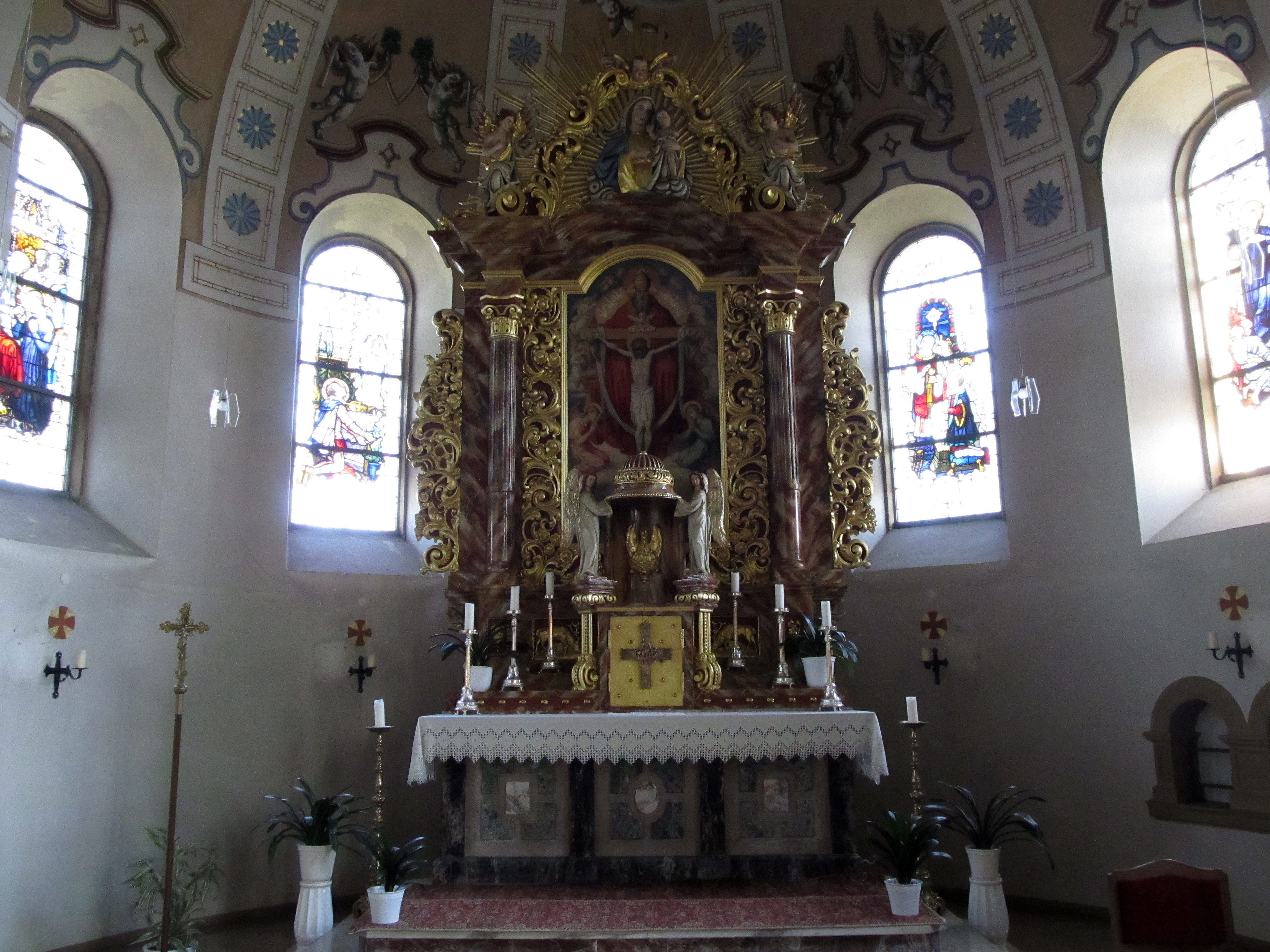
Hochaltar

Sehenswert im Inneren der Kirche ist der Hochaltar von 1922. Er enthält ein Altarbild mit der Darstellung der Heiligen Dreifaltigkeit von Prof. Franz Schilling (München). Am oberen Ende des Altars befindet sich eine Darstellung von Maria mit Jesuskind. Auf dem linken Seitenaltar von 1922, gewidmet dem Gedenken der Steinbacher Gefallenen des Ersten Weltkrieges, ist eine Pietà aufgestellt. Der rechte Seitenaltar stammt aus dem Jahr 1932 und ist der Heiligen Theresia vom Kinde Jesu gewidmet.
Im linken Windfang befindet sich der Altar, der dem Heiligen Bruder Konrad gewidmet ist, im mittleren Windfang steht eine Statue der Heiligen Barbara, ausgestattet mit Zeichen des Bergbaus.
Die Kanzel am rechten Rand des Altarraums wurde 1917 gefertigt und zeigt die Symbole der vier Evangelisten: Geflügelter Mensch (Matthäus), Löwe (Markus), Stier (Lukas) und Adler (Johannes).
Bemerkenswert ist auch die Innenausmalung, die 1927 von dem Maler Heinrich von Rüden (Saarbrücken) begonnen, und zwischen 1927 und 1931 von Franz Schilling (München) vollendet wurde. Dargestellt sind Motive aus dem Neuen Testament (u. a. Maria mit dem Jesuskind, die Kreuzigung Christi).
Die vier Fenster im Altarraum stellen Ereignisse aus dem Leben des Kirchenpatrons Sankt Aloysius dar. Die Fenster in den Seitenwänden zeigen Heiligendarstellungen.

## Turm und Glocken
Der 45 m hohe, aus Bubacher Sandstein erbaute Turm der Kirche konnte erst 1952/53 nach Plänen des Architekten Stockhausen (Neunkirchen) errichtet werden, da durch die Weltkriege und die Inflationszeit das ursprüngliche Konzept von Dombaumeister Julius Wirtz aus dem Jahre 1911 nicht verwirklicht werden konnte. Der Turm ist achteckig und verjüngt sich zur Spitze hin. Im Fuß des Turmes befindet sich eine Kapelle „Maria mit dem Kind“ und zwei Tafeln, die die Namen der Steinbacher Gefallenen des Zweiten Weltkrieges enthalten.
Im Turm befindet sich ein Geläut, bestehend aus drei Glocken, die 1952 in der Glockengießerei Causard in Colmar gegossen wurden:
| Nr. | Name                          | Ton | Gewicht (kg) |
| 1   | Hl. Dreifaltigkeit            | d   | 2215         |
| 2   | Hl. Barbara (Bergmannsglocke) | f   | 1265         |
| 3   | Hl. Maria (Friedensglocke)    | g   | 910          |

Im oberen freien Säulenteil des Turmes befindet sich ein Glockenspiel, bestehend aus 8 Glocken von 50 bis 250 kg. Täglich um 11 Uhr und 17 Uhr spielen sie das Aloysiuslied und je eines von drei möglichen Marienliedern.

## Orgel

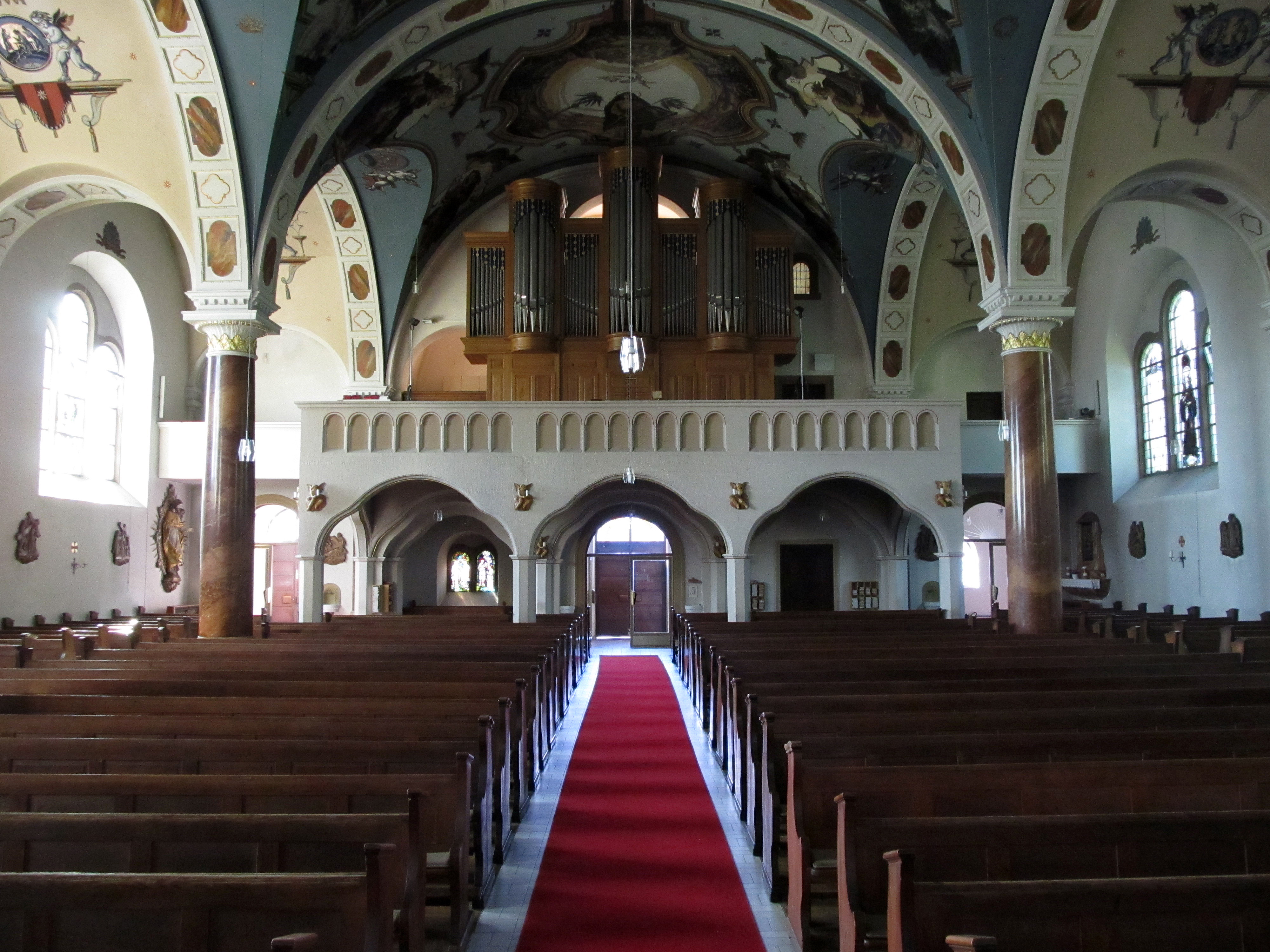
Blick zur Orgelempore

Die Orgel der Kirche wurde 1990 von der Firma Hugo Mayer Orgelbau (Heusweiler) erbaut. Das Instrument verfügt über 27 Register, verteilt auf 2 Manuale und Pedal. Die Orgel besitzt Schleifladen, die Spieltraktur ist mechanisch, die Registertraktur elektrisch.
| I Hauptwerk C–g3 |             |       |
| 1.               | Bourdon     | 16′   |
| 2.               | Principal   | 8′    |
| 3.               | Rohrflöte   | 8′    |
| 4.               | Octave      | 4′    |
| 5.               | Spitzflöte  | 4′    |
| 6.               | Quinte      | 2 ⁄3′ |
| 7.               | Octave      | 2′    |
| 8.               | Mixtur IV-V | 1 ⁄3′ |
| 9.               | Trompete    | 8′    |

| II Schwellwerk C–g3 |               |           |
| 10.                 | Holzprincipal | 8′        |
| 11.                 | Gedackt       | 8′        |
| 12.                 | Salicional    | 8′        |
| 13.                 | Schwebung     | 8′ (ab c) |
| 14.                 | Principal     | 4′        |
| 15.                 | Blockflöte    | 4′        |
| 16.                 | Nazard        | 2 ⁄3′     |
| 17.                 | Waldflöte     | 2′        |
| 18.                 | Terz          | 1 3⁄5′    |
| 19.                 | Plein jeu III | 2′        |
| 20.                 | Basson        | 16′       |
| 21.                 | Hautbois      | 8′        |
|                     | Tremulant     |           |

| Pedal C–f1 |                   |     |
| 22.        | Subbass           | 16′ |
|            | Bourdon (= Nr. 1) | 16′ |
| 23.        | Octavbass         | 8′  |
| 24.        | Rohrpommer        | 8′  |
| 25.        | Choralbass        | 4′  |
| 26.        | Posaune           | 16′ |
| 27.        | Trompete          | 8′  |

- Koppeln: II/I, I/P, II/P
- Spielhilfen: 2 freie Kombinationen